# Willy Jaeger
Willy Jaeger   (Charlottenburg, 1895 - valor desconegut) fou un director d'orquestra, pianista, organista i compositor alemany.
Destacà especialment com a virtuós de l'orgue i director d'orquestra i masses corals. Va escriure i publicar un àlbum de peces per harmònium i tres motets per a cor mixt i nombroses obres per a orgue, piano i cor.